# Marx’ Arbeitswerttheorie als mathematisches Modell
Der Artikel gibt einen Überblick über ein mathematisches Modell der ökonomischen Theorie von Karl Marx, das in größeren Abständen im Zeitraum von 1983 bis 2021 in verschiedenen Fachzeitschriften und Büchern publiziert worden ist. Belege stammen überwiegend aus der letzten zusammenfassenden Darstellung des Modells. Innerhalb der breiten Literaturszene, die sich mit der Interpretation des ökonomischen Werks von Karl Marx befasst, stellen die mathematischen Studien des Autors eine (auch international) zwar beachtete, aber nur selten ausführlich diskutierte Minderheiten-Meinung dar. Wichtige Reaktionen (z. B. Kritiken) werden im laufenden Text zitiert und zusammenfassend im Abschnitt Stellungnahmen, Kritiken, Rezensionen aufgelistet. Der Artikel ist zugleich darauf angelegt, in überprüfbarer Weise über die grundlegenden Aussagen und Begriffe der Marxschen Arbeitswerttheorie zu informieren.

## Vorwort
Die Besonderheit des Modells besteht in der Nähe zum Text, in dem jene Theorie verankert ist. Als zweites Charakteristikum ist die lückenlose Darstellung aller werttheoretischen Kategorien und Zusammenhänge bis hin zu Marx’ Reproduktionsschemata zu nennen. Wie diese Textkonformität (Nähe und kategoriale Vollständigkeit) hergestellt wird, darüber geben die folgenden Bemerkungen Auskunft.

### Separierung des Ökonomischen
Das Kapital von Karl Marx ist ein Konglomerat ökonomischer, philosophischer, soziologischer und historischer Inhalte. Aus diesem Text werden werttheoretisch relevante Aussagen über quantitative Verhältnisse einer kapitalistischen Marktwirtschaft herausgefiltert, in eine mathematische Form gebracht und dann einer hermeneutischen Methode der Hypothesenüberprüfung unterworfen.

### Hypothesenbildung und hermeneutische Überprüfung
Die im Kapital (Erster Band) enthaltenen quantitativen ökonomischen Aussagen werden im ersten Schritt in eine mathematische Form gebracht, die sich an der Hypothese Jindrich Zelenýs orientiert, dass „die nächsthöheren mathematischen Verallgemeinerungen, von denen die Marxschen Formulierungen ein Spezialfall sind, ... allgemeine mathematische Modelle linearer Funktionen...“ sind. Obwohl bei Anwendung der so erzeugten Verallgemeinerungen auf die Marxschen Reproduktionsschemata der formale Apparat der Input-Output-Analyse benutzt wird (hier nicht dargestellt), beruht das Modell nicht auf diesem Apparat. Marx hat diese Theorie noch nicht gekannt: es gab sie noch nicht. In einem zweiten Schritt werden die Elemente des Modells mit Hilfe einer von William Outhwaite dargestellten Methode der Auflösung eines hermeneutischen Zirkels an bislang noch nicht herangezogenen Aussagen über denselben Sachverhalt überprüft. Dem Ziel der Modellierung entsprechend erfolgt die Überprüfung nicht an einer der zahlreichen Modifikationen und Weiterentwicklungen der Marxschen Theorie, sondern am Text des Kapital von 1890. Marx’ ökonomische Studien, die Vorstufen seines Erkenntnisweges bis zu jener Version des Kapital darstellen, werden lediglich zur Erläuterung, also hilfsweise und unterstützend, herangezogen und sind keine Überprüfungsinstanz. Ein weiteres Kriterium für das gesamte Modell besteht darin, in sich widerspruchsfrei im Sinn der formalen Logik zu sein.

### Überprüfung einzelner Verallgemeinerungen
Es wird zwischen drei semantischen Ebenen unterschieden. Auf der Ebene 2 befindet sich der Text des Kapital. Der Gegenstand des Kapital – die kapitalistische Gesellschaftsformation – befindet sich auf der Ebene 1. Ein mathematisches Modell des Kapital gehört zur Ebene 3. Gegenstand des Modells ist die Ebene 2, nicht die Ebene 1. M.a.W.: Mit einem textnahen mathematischen Modell der ökonomischen Theorie von Karl Marx ist lediglich der Anspruch auf Richtigkeit – Übereinstimmung mit dem Text auf Ebene 2 – verbunden, aber keine irgendwie geartete Aussage über die Wahrheit – Übereinstimmung mit der Ebene 1 – des Modells oder des Ursprungstextes der Ebene 2.
Unter der Richtigkeit des Modells ist Folgendes zu verstehen: Das Modell umfasst Ausdrücke mit Variablen (Aussageformen), aus denen Aussagen abgeleitet werden können, indem man für die Variablen passende Werte einsetzt. Im Fall der Richtigkeit stimmen diese Aussagen mit den entsprechenden Aussagen des Kapital überein und verbleiben im Modell. – Passend sind Werte dann, wenn sie der gleichen syntaktischen Kategorie wie die verwendeten Variablen angehören und im Kapital zu finden sind. Eine mathematische Verallgemeinerung ist widerlegt und findet keine Aufnahme in das Modell, wenn in den entsprechenden mathematischen Ausdruck zwar passende Werte eingesetzt werden können, aber eine entsprechende Aussage aus dem Kapital damit nicht übereinstimmt.
Keine Widerlegung liegt vor, wenn es im Kapital keine Aussage gibt, an der das Modell überprüft werden kann. Denn es ist gerade ein wichtiger Nebeneffekt jeder Verallgemeinerung, Konsequenzen abzuleiten, die über den Originaltext hinausgehen.
Die mathematische Modellierung der Arbeitswerttheorie ist ein Schritt hin zur empirischen Überprüfung der zugrunde liegenden Theorie. Eine empirische Überprüfung der ökonomischen Theorie von Karl Marx setzt eine zutreffende Modellierung des Kapital voraus; außerdem muss noch die Brücke zwischen den theoretischen Variablen und Aussagen des Modells und den Größen und Identitäten der Volkswirtschaftlichen Gesamtrechnungen geschlagen werden.

### Anpassung an das Wiki
Einem Übersichtsartikel entsprechend werden einige wesentliche Modellelemente referierend dargestellt, die in der bekannten Gleichung {\displaystyle W=c+v+m} münden. Eine darüber hinausgehende Darstellung des Modells bis hin zu den Reproduktionsschemata sowie ausführliche Argumentationen zur Abgrenzung von anderen Kapital-Interpretationen findet man in der zugrunde liegenden Quelle. Die für dieses mathematische Modell typische Verbundenheit mit dem Prinzip einer textnahen Marx-Interpretation wird im Folgenden anhand von Beispielen demonstriert. Die oft betonte Mehrdeutigkeit Marxscher Begriffe wird reduziert, indem sich die Modellierung an der reifsten Darstellung der ökonomischen Theorie von Marx orientiert – dem Kapital (Erster Band) von 1890. Um den historischen Werdegang des Modells zu dokumentieren, wird am Ende jedes Abschnitts auf Vorarbeiten verwiesen, die in einschlägigen Zeitschriften publiziert worden sind.

## Grundlegende Kategorien und Zusammenhänge

### Gebrauchswert
Marx’ Kapital beginnt mit der Analyse der Ware, die in der ökonomischen Realität stets im Plural auftritt. Die unter evolutorischem Gesichtspunkt wichtige Standardisierung der Warenwelt setzt Marx voraus, und er verweist den Leser auf die Warenkunde, so dass der Modellierung in dieser Hinsicht der Gegenstand fehlt. Die in der Ökonomik übliche mathematische Formulierung von Warenmengen findet sich in jedem Lehrbuch. Wegen der vom heutigen Gebrauch abweichenden Terminologie und der vielfältigen Ausdeutung, die die Kategorie des Gebrauchswerts durch die marxistische Anhängerschaft erfahren hat, ist es für erforderlich gehalten worden, diese Kategorie im Kontext des Kapital unter verschiedenen Aspekten zu diskutieren. Das führte zu folgendem Schluss: Waren werden von Marx unter physischem Gesichtspunkt als Gebrauchswerte oder Güter bezeichnet. Demnach versteht Marx unter diesem Begriff etwas, das in heutiger Terminologie als (quantitativ spezifiziertes) Sachgut bezeichnet wird. Als Beleg für dieses Begriffsverständnis wird u. a. folgende Aussage angeführt: „Bei Betrachtung der Gebrauchswerte wird stets ihre quantitative Bestimmtheit vorausgesetzt, wie Dutzend Uhren, Elle Leinwand, Tonne Eisen usw.“
Die (hier nicht wiedergegebene) Analyse prominenter Deutungen jener Kategorie dient der Legitimierung, einen in der theoretischen Literatur durchaus üblichen, sehr einfachen Ansatz auf jene ökonomische Kategorie anzuwenden, wie er beispielsweise durch Francis Seton in seiner Lösung des Transformationsproblems verwendet wird. Daran schließt sich eine Auseinandersetzung mit der ebenfalls am Kapital orientierten Deutung der Struktur ökonomischer Größen bei Peter Ruben an. Die Einführung der Symbole, die den Gebrauchswert erfassen sollen, sei hier kurz dargestellt:
Mit den Variablen {\displaystyle a,b,c,...} werden jeweils bestimmte Mengen qualitativ unterschiedlicher Güter bezeichnet. Es bedeute {\displaystyle a} beispielsweise eine bestimmte Menge Leinwand, {\displaystyle b} eine bestimmte Quantität Röcke. Der qualitativen Verschiedenheit unterschiedlicher Gebrauchswerte wird durch verschiedene Symbole Rechnung getragen. Den Variablen werden je nach Situation Zahlenwerte zugewiesen, um deren Mengen zu erfassen. Als Demonstration wird ein wiederkehrendes Beispiel aus dem Kapital aufgegriffen. Es sei:
(1){\displaystyle \quad a_{1}=10{\text{ Ellen Leinwand}}}
und
(2) {\displaystyle \quad a_{2}=20{\text{ Ellen Leinwand}}}
Die inzwischen überholte Längeneinheit „Elle“ wird benutzt, um im Sprachgebrauch des Kapital zu bleiben. Das Beispiel verdeutlicht, dass Gebrauchswerte unter mathematischem Aspekt betrachtet einheitsbehaftete Größen sind. In die Variablen {\displaystyle a,b,c,...} gehen die Maßeinheiten mit ein. Beispielsweise gilt:
(3) {\displaystyle \quad a=za_{0}},
wobei {\displaystyle z} eine reine Zahl ist (eben die Verhältniszahl, die sich aus der Messung ergibt) und {\displaystyle a_{0}} die Maßeinheit der betrachteten Gebrauchswertart bezeichnet (hier also: „Elle Leinwand“).
Gebrauchswerte stellen (neben den Dienstleistungen) einen wesentlichen Teil der physischen Basis einer Wirtschaft dar. Das werde selbstverständlich auch von Marx so gesehen.
Ein spezielles theoretisches Problem wird im Zusammenhang mit dem Verschleiß und Verbrauch von Gebrauchswerten in einem Produktionsprozess aufgeworfen, das von Marx wie folgt beschrieben wird: „Man weiß aus der Erfahrung, wie lang ein Arbeitsmittel, z.B. eine Maschine von gewisser Art, durchschnittlich vorhält. Gesetzt, sein Gebrauchswert im Arbeitsprozess daure nur 6 Tage. So verliert es im Durchschnitt jeden Arbeitstag 1/6 seines Gebrauchswerts...“
Dieser Text wird so gedeutet, dass Marx die Methode der linearen Abschreibung auf die im Produktionsprozess mitwirkenden Gebrauchswerte anwendet, eine These, die Bertram Schefold bestreitet. Hier seine Argumente: „Eine wesentliche Differenz zur modernen mathematischen Ökonomie tritt auf, wenn er die Abschreibung von fixem Kapital als Veränderung des Gebrauchswerts beschreibt. Gegeben die Lebenszeit einer Maschine von z. B. zehn Jahren, nimmt er an, dass die Maschine jedes Jahr ein Zehntel Ihres Gebrauchswerts verliert. Nun ist der Gebrauchswert bei Marx allerdings nicht eine durch den Nutzen allgemein zu messende Größe, sondern es haben nur die verschiedenen Gebrauchswerte mit ihren verschiedenen Qualitäten eine je eigene quantitative Dimension. Eine fünf Jahre alte Maschine ist nicht eine halbierte Maschine. Dies wird bei Marx unter der Voraussetzung, dass die langfristigen Produktionspreise den Werten entsprechen, durch eine lineare Abschreibung wiedergegeben: Es ist der Arbeitswert der Maschine auf die Hälfte gefallen, weil so viel Wert von der Maschine auf das Produkt ‚übertragen‘ wurde.“ Dem wurde entgegnet: Schefold ignoriere mit dieser Kritik den zitierten Text und unterschlägt dadurch die spezielle Art und Weise, wie Marx die Wertminderung von Maschinen erklärt. Gegen die Anwendung der linearen Abschreibung könne dieser Autor schon deshalb keinen prinzipiellen Einwand erheben, weil er sie selbst im Nachwort zu Sraffas Warenproduktion mittels Waren anwendet. Dort modelliert Schefold in den Nachworten die Theorie von Piero Sraffa mathematisch und wendet dabei die lineare Abschreibung auf die als Produktionsmittel fungierenden Gebrauchswerte an, die als Elemente der Input-Matrix erscheinen.
Wolfgang Fritz Haug zitiert in diesem Zusammenhang Marx: „Der Gebrauchswert verwirklicht sich nur im Gebrauch oder der Konsumtion.“ Und er fährt fort: „Der Gebrauch verbraucht mehr oder weniger den Gebrauchswert und vernichtet damit auch das von ihm Getragene, den Wert.“ Um dieses „mehr oder weniger“, das ursächlich für den Wertverlust von Maschinen und Werkzeugen ist, geht es hier. Die quantitative Veränderung eines Gebrauchswertes, der als Arbeitsmittel in einem Produktionsprozess verwendet wird und somit dem Verschleiß unterliegt, wird durch folgende Formel erfasst:
(4) {\displaystyle \quad c(t)=\left[1-{\frac {t}{T(c)}}\right]c(0)}
Dabei ist mit {\displaystyle c(0)} die Gebrauchswertmenge vor Verwendung und mit {\displaystyle c(t)} die Gebrauchswertmenge im laufenden Prozess gemeint, {\displaystyle T(c)} soll die Lebensdauer des Arbeitsmittels (geschätzt aufgrund des physischen und moralischen Verschleißes) erfassen und für {\displaystyle t} gelte:{\displaystyle \quad 0\leq t\leq T(c)}.

### Wert
Marx’ Analyse der Waren und ihres Austauschverhältnisses zeigt, dass Waren nicht nur einen Gebrauchswert haben, also nützliche Dinge sind, die auf einem Markt ihren Nutznießer suchen, sondern dass sie darüber hinaus auch noch einen Wert haben. Im Unterschied zum Nützlich-Sein ist der Wert eine gesellschaftliche Eigenschaft der Ware, die weder an ihr selbst noch in ihrem Gebrauch wahrzunehmen ist. Das gilt in praktischer Hinsicht, also auf einem Markt. Der folgende Text zeigt, wie der Theoretiker Marx den Wert trotzdem dingfest macht: „Nehmen wir zwei Waren, etwa einen Rock und 10 Ellen Leinwand. Der erstere habe den zweifachen Wert der letzteren, so daß, wenn 10 Ellen Leinwand = W , der Rock = 2 W.“
Setzt man:
{\displaystyle a={\text{10 Ellen Leinwand}}},
und
{\displaystyle b={\text{1 Rock}}}.
so ist der Wert des Rocks in Marx’ Beispiel: {\displaystyle W(b)=2W(a)}.
Die Werttheorie ordnet folglich einem Gebrauchswert {\displaystyle a} einen (ökonomischen) Wert {\displaystyle W} zu. Dabei gilt: „...kein Ding [kann] Wert sein, ohne Gebrauchsgegenstand zu sein.“ Der Wert ist demnach an Gebrauchswerte gebunden, deren mathematische Darstellung oben formuliert worden ist. Eine analytische Trennung von Wert und Wertgröße ist nach Marx ausgeschlossen: „Wertgröße ist beides, Werth überhaupt und quantitativ gemeßner Werth...“
Der Wert ist damit als quantitative Größe im Sinne der Analysis formuliert worden. Eine Größe in diesem Sinn zu sein bedeutet, dass sie im Prinzip gemessen werden kann. Jede Messung erfordert die Definition einer Einheit, hier also einer Werteinheit {\displaystyle W_{0}}. Die Messung selbst besteht dann im Vergleich der zu messenden Größe mit dieser Einheit.
Da dieser Gedankengang so bei Marx nicht zu finden ist, fragt der Wirtschaftswissenschaftler und Marx-Kenner Klaus Müller: „Was sind Werteinheiten? ... Wie soll man sich denn das vorstellen?“ Diese Frage wird u. a. durch Hinweis auf einen Vorschlag von Johannes Rudolph beantwortet, der die Werteinheit an die einfache Arbeit bzw. an die entsprechende Arbeitskraft binden wollte. Wird der Wert einer Arbeitskraft, die einfache Arbeit verrichtet, als Werteinheit definiert, lassen sich die Werte aller anderen Waren als Vielfache oder Bruchteile dieses Werts ausdrücken.
Wird der Zusammenhang zwischen Wert und Gebrauchswert als eine Funktion {\displaystyle W=W(a)} modelliert, so muss dem oben angegebenen Ziel der Modellierung entsprechend die genaue Form der Funktion so festgelegt werden, dass sie mit allen relevanten Textstellen im Kapital übereinstimmt. Nochmals sei daran erinnert, dass dem Modell die Auffassung zugrunde liegt, dass „die nächsthöheren mathematischen Verallgemeinerungen, von denen die Marx’schen Formulierungen ein Spezialfall sind, ... allgemeine mathematische Modelle linearer Funktionen“ sind.
Die oben bereits zitierte Aussage „...wenn der Wert eines Rockes doppelt so groß als der von 10 Ellen Leinwand [ist], [haben] 20 Ellen Leinwand dieselbe Wertgröße ... wie ein Rock.“ legt als mathematischen Ansatz nahe, den Wert als eine lineare Funktion des Gebrauchswerts (genauer: der Gebrauchswertmenge) aufzufassen. Für die Leinwand gilt:
(5){\displaystyle \quad W(a)={\frac {W(a_{0})}{a_{0}}}a}
Ein absolutes Glied entfällt, da es bedeuten würde, dass es nach Marx Werte gäbe, die nicht an Gebrauchswerte gebunden sind. Aus diesem Ansatz folgt u. a.:
(i) Liegt kein Gebrauchswert vor, ist also ein Ding {\displaystyle a} nutzlos, so gilt {\displaystyle a=0} und nach Gleichung (5) ist dann {\displaystyle W(a)=0}. „Endlich kann kein Ding Wert sein, ohne Gebrauchsgegenstand zu sein. Ist es nutzlos, so ist auch die in ihm enthaltene Arbeit nutzlos, zählt nicht als Arbeit und bildet daher keinen Wert.“
(ii) Ist {\displaystyle b_{0}={\text{ein Rock}}}, {\displaystyle a={\text{10 Ellen Leinwand}}} und der Wert von {\displaystyle a} durch {\displaystyle W(a)} gegeben, so folgt aus der Gleichung (5), dass {\displaystyle W(b_{0})=W(2a)=2W(a)}, d. i. Marx’ oben zitierte Aussage, nun aber mathematisch formuliert.
Die Verifikation der Gleichung (5) an weiteren Textstellen (hier nicht dargestellt) unterstützt die These, dass Marx den Wert als lineare Funktion der Gebrauchswertmenge unterstellt hat.

### Arbeitsprozess
Ausgangspunkt der Modellierung ist folgende Charakteristik der Arbeit: „Sie ist bestimmt durch ihren Zweck, Operationsweise, Gegenstand, Mittel und Resultat.“ Die angeführten Charakteristiken werden berücksichtigt, sobald sie im Originaltext eine Rolle spielen. Mit Blick auf den grundlegenden Zusammenhang zwischen Wert und Arbeit spielt lediglich das Resultat der Arbeit eine Rolle, um den zugrunde liegenden Arbeitsprozess zu charakterisieren. Ein Arbeitsprozess, der Gebrauchswerte der Sorte {\displaystyle a} produziert, wird deshalb mit dem entsprechenden Großbuchstaben, also {\displaystyle A}, bezeichnet. Entsprechend ist bei den anderen Produkten und Arbeitsprozessen zu verfahren. Die Zuordnung zwischen Arbeitsprozess und seinem Produkt wird folgendermaßen ausgedrückt: {\displaystyle a=a(A)}. Die produzierte Gebrauchswertmenge {\displaystyle a} wird als ein Parameter des Arbeitsprozesses {\displaystyle A} bezeichnet, um deutlich zu machen, dass es noch weitere Parameter gibt.
Um die Gebrauchswertmenge {\displaystyle a} herzustellen, ist Zeit erforderlich, die Arbeitszeit {\displaystyle t}. Die Arbeitszeit ist ebenfalls ein Parameter des Arbeitsprozesses, der im Modell wie folgt notiert wird: {\displaystyle t=t(A)}.

### Produktivität
Der physische Aspekt der Arbeitsproduktivität – Marx nennt ihn die „Produktivkraft der Arbeit“ – wird wie folgt definiert:
(6){\displaystyle \quad \pi (A)={\frac {a(A)}{t(A)}}}
Daneben findet man im Kapital noch weitere Definitionen der Produktivität, die auf die Wertschöpfung und auf die Erzeugung von Mehrwert abstellen (hier nicht dargestellt).

### Arbeitszeit
Die Kernthese der werttheoretischen Tradition von William Petty, über Adam Smith und David Ricardo bis hin zu Marx besteht darin, den Wert der Waren auf die Arbeitszeit zurückzuführen, die zu ihrer Herstellung benötigt wird. Marx führt diese Tradition fort: „Wie nun die Größe ... [des] Werts [einer Ware] messen? Durch das Quantum der in ihm enthaltenen 'wertbildenden Substanz', der Arbeit. Die Quantität der Arbeit selbst misst sich an ihrer Zeitdauer, und die Arbeitszeit besitzt wieder ihren Maßstab an bestimmten Zeitteilen, wie Stunde, Tag usw.“ Um dem Problem „...je fauler und ungeschickter ein Mann, desto wertvoller seine Ware“ zu entgehen, schränkt Marx ein, dass es sich bei {\displaystyle A} um einen gesellschaftlich durchschnittlichen Arbeitsprozess handeln muss. Von diesem wird angenommen, dass die aufgewandte Arbeitszeit auch notwendig ist, um das Produkt herzustellen. Die Arbeitszeit {\displaystyle t(A)} muss gesellschaftlich-notwendige Arbeitszeit zur Herstellung von {\displaystyle a} sein, um als wertbildend zu gelten.
In der mathematischen Modellierung dieses werttheoretischen Ansatzes wird {\displaystyle A} als ein Arbeitsprozess definiert, in dem Arbeitskräfte, die dem Durchschnitt entsprechen, mit durchschnittlichen Geschick und durchschnittlicher Intensität der Arbeit die Gebrauchswertmenge {\displaystyle a=a(A)} produzieren. Dann ist die aufgewandte Arbeitszeit {\displaystyle t=t(A)} die gesellschaftlich notwendige Arbeitszeit zur Herstellung dieses Produkts. Unter diesen Voraussetzungen gilt: „Es ist ... das Quantum gesellschaftlich notwendiger Arbeitszeit oder die zur Herstellung eines Gebrauchswerts gesellschaftlich notwendige Arbeitszeit, welche seine Wertgröße bestimmt.“ Die Modellierung dieses grundlegenden werttheoretischen Zusammenhanges unter Beachtung des oben erwähnten Prinzips von Zelený führt zu folgendem mathematischen Ansatz:
(7) {\displaystyle \quad W(a)=u(A)t(A),{\text{  wenn  }}a=a(A)}.
Der Proportionalitätsfaktor {\displaystyle u(A)} ist notwendig, um zu berücksichtigen, dass komplizierte Arbeit in der gleichen Zeit einen größeren Wert als einfache Arbeit schafft, „so dass ein kleineres Quantum komplizierter Arbeit gleich einem größeren Quantum einfacher Arbeit.“ Der Kompliziertheitsgrad hat die Dimension Wert je Arbeitszeiteinheit.
Ein konstantes Glied fehlt in diesem linearen Ansatz, da es bedeuten würde, dass Wert auch ohne Arbeit erzeugt werden kann.
Ein Beispiel für die Verifikation dieses mathematischen Ansatzes anhand einer anderen Aussage aus dem Kapital sieht so aus: Unter der Voraussetzung, dass zwei qualitativ verschiedene Arbeitsprozesse {\displaystyle A} und {\displaystyle B} betrachtet werden, die den gleichen Kompliziertheitsgrad der Arbeit aufweisen, {\displaystyle u(A)=u(B)}, gilt:
(8){\displaystyle \quad W(a):W(b)=t(A):t(B),{\text{  wenn  }}a=a(A){\text{ und }}b=b(B)}.
In Marx’ Worten: „Der Wert einer Ware verhält sich zum Wert jeder andren Ware wie die zur Produktion der einen notwendige Arbeitszeit zu der für die Produktion der andren notwendigen Arbeitszeit.“

### Überprüfungen
Jede Konkretisierung des Modells erzeugt neue Möglichkeiten, Konsequenzen abzuleiten, die am Text des Kapital überprüft werden können. Mit Hilfe der bislang dargestellten Formeln lassen sich folgende inhaltliche Konsequenzen ableiten und am zugrunde liegenden Text bestätigen:
Welchen Einfluss hat die Arbeitsproduktivität auf den Wert der produzierten Gebrauchswertmenge? Nach Gleichung (7) keinen, denn die Arbeitsproduktivität spielt darin keine Rolle. Dazu Marx: „Dieselbe Arbeit ergibt ... in denselben Zeiträumen stets dieselbe Wertgröße, wie immer die Produktivkraft wechsle. Aber sie liefert in demselben Zeitraum verschiedene Quanta Gebrauchswerte, mehr, wenn die Produktivkraft steigt, weniger, wenn sie sinkt.“ Der zuletzt bezeichnete Zusammenhang entspricht der Formel (6), wenn man sie wie folgt umformt:
(9) {\displaystyle \quad a(A)=\pi (A)t(A)}.
Schließlich ergibt sich aus (5), (7) und (9) für den Wert einer einzelnen Ware:
(10) {\displaystyle \quad W(a_{0})={\frac {W(a)a_{0}}{a(A)}}={\frac {u(A)t(A)a_{0}}{\pi (A)t(A)}}={\frac {u(A)a_{0}}{\pi (A)}}},
also ein umgekehrt proportionaler Zusammenhang mit der Arbeitsproduktivität. „Allgemein: Je größer die Produktivkraft der Arbeit, desto kleiner die zur Herstellung eines Artikels erheischte Arbeitszeit, desto kleiner die in ihm kristallisierte Arbeitsmasse, desto kleiner sein Wert.“ Umgekehrt, umgekehrt.
In der ökonomischen Theorie von Karl Marx gibt es Bereiche, die von ihm nur angedeutet worden sind, ohne darauf detailliert einzugehen. So wird der Durchschnittscharakter der Größen betont, die den Wert bestimmen, ohne dass jemals ausgeführt wird, wie dieser Durchschnitt zu verstehen ist. Die folgende Modellierung dieses Themas trägt deshalb besonders stark hypothetischen Charakter, woraus sich die Bedeutung der nachfolgenden Verifikationen ergibt.

## Industriezweig
Die Termini „Industriezweig“ und „Branche“ werden im Modell synonym verwendet. Exemplarisch betrachtet wird ein Ein-Produkt-Zweig {\displaystyle {\hat {A}}}, der aus {\displaystyle q\geq 1} unabhängig voneinander produzierenden Wirtschaftseinheiten besteht, die den Markt mit Waren der Sorte {\displaystyle a_{0}} beliefern und von denen jede Wirtschaftseinheit genau einen der oben definierten Arbeitsprozesse betreibt, so dass sie mit derselben Symbolik bezeichnet werden können. Die oben eingeführte Darstellung der Gebrauchswerte und der Arbeit wird im Folgenden auf diese Branche angewandt, ist aber auf alle Industriezweige übertragbar, die eine Volkswirtschaft ausmachen.
Die Wirtschaftseinheiten {\displaystyle A_{1},A_{2},...,A_{q}} produzieren in einer vorgegebenen Produktionsperiode die Waren {\displaystyle a(A_{1}),a(A_{2}),...,a(A_{q})} und benötigen dafür die Arbeitszeiten {\displaystyle t(A_{1}),t(A_{2}),...,t(A_{q})}. Aufgrund dieser Daten lassen sich die individuell von jeder produktiven Einheit erzeugten Arbeitsproduktivitäten {\displaystyle \pi (A_{1}),\pi (A_{2}),...,\pi (A_{q})} bestimmen, oder umgekehrt, wenn die individuellen Arbeitsproduktivitäten und Arbeitszeiten gegeben sind, die produzierten Warenmengen.

### Gesellschaftlich notwendige Arbeitszeit
Marx definiert diese Kategorie unter alleinigem Bezug auf den Produktionsprozess: „Gesellschaftlich notwendige Arbeitszeit ist Arbeitszeit, um irgendeinen Gebrauchswert mit den vorhandenen gesellschaftlich-normalen Produktionsbedingungen und dem gesellschaftlichen Durchschnittsgrad von Geschick und Intensität der Arbeit darzustellen.“ Produktionsbedingungen sind zweigspezifisch. Die von der Branche {\displaystyle {\hat {A}}} entwickelte Produktivkraft der Arbeit wird durch folgende Formel erfasst:
(11) {\displaystyle \quad \pi ({\hat {A}})={\frac {\sum _{i=1}^{q}a(A_{i})}{\sum _{i=1}^{q}t(A_{i})}}}
Die Arbeitsproduktivitäten der einzelnen Wirtschaftseinheiten weichen in der Regel von dieser Durchschnittsgröße ab, sie sind größer oder kleiner, so dass gilt:
(12) {\displaystyle \quad \pi (A_{i})\neq \pi ({\hat {A}})}
Der folgende Text legt den Ansatz nahe, dass die von einem Industriezweig insgesamt entwickelte Arbeitsproduktivität den Begriff der Arbeit von gesellschaftlicher Durchschnittsqualität in jenem Zweig definiert:
„Die Arbeit jedoch, welche die Substanz der Werte bildet, ist gleiche menschliche Arbeit, Verausgabung derselben menschlichen Arbeitskraft. Die gesamte Arbeitskraft der Gesellschaft, die sich in den Werten der Warenwelt darstellt, gilt hier als eine und dieselbe menschliche Arbeitskraft, obgleich sie aus zahllosen individuellen Arbeitskräften besteht. Jede dieser individuellen Arbeitskräfte ist dieselbe menschliche Arbeitskraft wie die andre, soweit sie den Charakter einer gesellschaftlichen Durchschnittsarbeitskraft besitzt und als solche gesellschaftliche Durchschnittsarbeitskraft wirkt, also in der Produktion einer Ware auch nur die im Durchschnitt notwendige oder gesellschaftlich notwendige Arbeitszeit braucht.“
Allerdings wird in diesem Zitat nicht deutlich, dass aufgrund der Unterschiedlichkeit der Arbeitsprozesse die Durchschnittsbildung auf den Zweig beschränkt bleiben muss. Arbeitskräfte unterschiedlicher Branchen produzieren mit einer qualitativ und quantitativ unterschiedlichen Arbeitsproduktivität und erzeugen in denselben Arbeitszeiten unterschiedliche Wertgrößen. Deshalb kann es keine durchschnittliche Arbeitskraft der gesamten Gesellschaft geben.
Es gelte (implizite Definition des durchschnittlichen Arbeitsprozesses einer Branche):
(13) {\displaystyle \quad \pi (A){\overset {Def}{=}}\pi ({\hat {A}})}
Dann ergibt sich die gesellschaftlich notwendige Arbeitszeit zur Herstellung der Warenmenge {\displaystyle a(A)} wie folgt:
(14) {\displaystyle \quad t(A)=a(A){\frac {\sum _{i=1}^{q}t(A_{i})}{\sum _{i=1}^{q}a(A_{i})}}}
Diese Formel gilt auch bei Anwesenheit von fixem Kapital. Allerdings muss dann die Gleichung (7) durch das konstante Kapital ergänzt werden.
Mit Hilfe der letzten Gleichung lassen sich einige Fragen beantworten, die im Rahmen der monetären Werttheorie aufgeworfen worden sind.
(i) Es ist in der Tat „unmöglich, die Dauer der Verausgabung von Arbeitskraft umstandslos zum Maß der Menge abstrakter Arbeit zu erklären.“ Vielmehr gehen in die Bestimmung der gesellschaftlich notwendigen Arbeitszeit die Umstände ein, unter denen dieselbe Warensorte nicht nur in einer Wirtschaftseinheit, sondern in allen produktiven Einheiten derselben Branche hergestellt wird.
(ii) Es ist nicht richtig, dass die gesellschaftlich notwendige Arbeitszeit „nur durch den Tausch“ gemessen werden kann. Stehen die entsprechenden Daten zur Verfügung, kann sie berechnet werden.
(iii) Da Arbeitszeit nun einmal Zeit ist, kann sie nur durch die Uhr gemessen werden – allerdings wären so viele Uhren erforderlich, wie Produktionsprozesse existieren.
(iv) Richtig ist, dass der einzelne Warenproduzent die „abstrakte Arbeitszeit … nicht empirisch“ messen kann, aber nicht, weil das prinzipiell unmöglich wäre, sondern weil er keinen Zugang zu den Produktionsprozessen hat, die unabhängig von ihm betrieben werden und deren Merkmale in die gesellschaftlich notwendige Arbeitszeit eingehen. Daraus folgt, dass jeder einzelne Warenproduzent den Wert der Waren nur näherungsweise schätzen kann.

### Intensität der Arbeit
Der Laie hat bei dieser Kategorie die Vorstellung, dass sich Arbeiterinnen und Arbeiter mehr oder weniger abschuften, die eine mit schweißbedeckter Stirn, während der andre nach dem Motto agiert: „in der Ruhe liegt die Kraft“. Das ist jedoch keineswegs der Sinn, den diese Kategorie unter ökonomischen Aspekt hat. Es ist gezeigt worden, dass damit die Abweichung der individuellen Arbeitsproduktivitäten von der durchschnittlichen Arbeitsproduktivität eines Industriezweiges erfasst wird:
(15) {\displaystyle \quad i(A_{j})={\frac {\pi (A_{j})}{\pi (A)}}} für {\displaystyle j=1,...,q}.
Der Variabilitätsbereich der Größe {\displaystyle i(A_{j})} ist das Intervall {\displaystyle (0,\infty )}. Dabei ist {\displaystyle i(A_{j})=1}, wenn die individuelle Produktivkraft des Produktionsprozesses mit der Nummer {\displaystyle j} dem gesellschaftlichen Durchschnitt entspricht.
Mit Hilfe der Arbeitsintensität lassen sich die werttheoretischen Grundgleichungen für einzelne (individuelle) Wirtschaftseinheiten präzisieren:
(16) {\displaystyle \quad a_{j}=a(A_{j})=\pi (A)i(A_{j})t(A_{j})}
(17) {\displaystyle \quad W(a_{j})=u(A)i(A_{j})t(A_{j})}.
Nach wie vor gilt unverändert Gleichung (10), die der Übersichtlichkeit halber hier wiederholt wird:
(10) {\displaystyle \quad W(a_{0})={\frac {u(A)a_{0}}{\pi (A)}}},

### Verifikationen
Das oben definierte Maß {\displaystyle i(A_{j})} zeitigt folgende drei wesentliche Eigenschaften, die von der ökonomischen Kategorie der Arbeitsintensität, so wie sie Marx versteht, erfasst werden. Dabei wird die Arbeitsintensität vom Kompliziertheitsgrad und von der Produktivkraft der Arbeit abgegrenzt:
(i) Aus Gleichung (16) folgt: Bei größerer Intensität werden in der gleichen Arbeitszeit mehr Gebrauchswerte hergestellt als bei geringerer. – Nach Marx gilt: „Der intensivere Arbeitstag verkörpert sich ... in mehr Produkten als der minder intensive von gleicher Stundenzahl.“ Das unterscheidet die Arbeitsintensität vom Kompliziertheitsgrad der Arbeit, der sich zwar in einem höheren Wertprodukt, aber nicht in mehr Produkten verkörpert (siehe Gl. 16 und 17).
(ii) Bei größerer Intensität der Arbeit sinkt der Wert der Ware {\displaystyle a_{0}} nicht wie im Fall einer Erhöhung der Produktivkraft, sondern bleibt konstant. Der Wert {\displaystyle W(a_{0})} hängt nach (10) nämlich gar nicht von {\displaystyle i(A_{j})} ab. – Bei Marx wird dieser Zusammenhang im Anschluss an das obige Zitat so beschrieben: „Der intensivere Arbeitstag verkörpert sich ... in mehr Produkten als der minder intensive von gleicher Stundenzahl. Mit erhöhter Produktivkraft liefert zwar auch derselbe Arbeitstag mehr Produkte. Aber im letzteren Fall sinkt der Wert des einzelnen Produkts..., im ersteren Fall bleibt er unverändert...“
(iii) Nach Gleichung (17) wird in der gleichen Arbeitszeit bei größerer Intensität ein größerer Wert produziert. In Marx’ Worten: „Bei gleichbleibender Stundenzahl verkörpert sich ... der intensivere Arbeitstag in höherem Wertprodukt...“ Dies unterscheidet die Intensität von der Produktivkraft der Arbeit.
(iv) Obwohl die Größe {\displaystyle i(A_{j})} keineswegs nur von der tatsächlichen Arbeitsintensität im Sinne der subjektiven Verausgabung von Arbeitskraft und dem damit verbundenen höheren humanen Verschleiß abhängt, sondern auch von den objektiven Faktoren, die die individuelle Produktivkraft bestimmen, ist es aufgrund der obigen drei Verifikationen gerechtfertigt, sie in Anlehnung an Karl Marx als (quantitativen Ausdruck der) Arbeitsintensität zu bezeichnen. Das ist neben der Arbeitszeit offensichtlich ein weiteres Maß für die verausgabte Arbeitsmenge.
Die Marx’sche Definition dieses Begriffes hat zur Folge, dass eine überdurchschnittliche individuelle Produktivkraft als überdurchschnittliche Arbeitsintensität erscheint. Das ist im Kapital beim Vergleich der (durchschnittlichen) Produktivitäten nationaler Volkswirtschaften auf internationaler Ebene angesprochen worden. Das dabei entstehende überdurchschnittlich große Wertprodukt wird unter den Bedingungen kapitalistischer Warenproduktion als Extramehrwert angeeignet.

### Anwendungen
Neben den textinternen Überprüfungen zur Auflösung des hermeneutischen Zirkels steht die Frage im Raum, welche bislang unerklärten Erscheinungen erklärt und welche bekannten Theorien rekonstruiert werden können bzw. bereits rekonstruiert worden sind.
Das Modell erklärt das Entstehen und die Wirkungen der Konkurrenz, die in der Mikroökonomik lediglich vorausgesetzt wird. Während Marx „die ‚kapitalistische‘ Konkurrenz im Dritten Band ‚im Zusammenhang mit der Herstellung einer allgemeinen Profitrate‘ erklären wollte“, lassen sich die Phänomene der Konkurrenz bereits im Rahmen der sog. „einfachen Warenproduktion“ nachweisen, in der die Kategorie des Zinses noch nicht existiert. Die Phänomene der Konkurrenz zwingen u. a. dazu, zu investieren, so dass die Voraussetzungen, die Rentabilität der Investitionen zu reflektieren, entstehen, auch wenn noch kein Rentabilitätsmaß gegeben ist.
Aus dem Modell ist die Theorie der komparativen Kostenvorteile von David Ricardo abgeleitet worden, so wie sie beispielsweise von Krugman und Obstfeld dargestellt wird.
Das Modell ermöglicht eine differenzierte Darstellung der Marxschen Reproduktionsschemata unter physischem und unter wertmäßigem Aspekt. Ein Ergebnis dieser Analyse ist, dass die Reproduktionsschemata durch weitere ökonomische Kategorien ergänzt werden müssen, wenn sie reale Volkswirtschaften darstellen sollen.

## Darstellung des Werts auf einem Markt
Der Tauschwert ist die Art und Weise, wie der Wert einer Ware auf dem Markt zur Erscheinung gebracht, gegenständlich gemacht werden kann. Marx nennt diese Struktur „Wertform“ oder „Wertausdruck“. Der einfachste Wertausdruck besteht zwischen zwei gebrauchswertmäßig verschiedenen Waren, deren Besitzer die Absicht haben, sie zu tauschen. Über die Bedeutung einer Mathematisierung dieses Teils der Arbeitswerttheorie sagt Pertti Honkanen: „...the value-form analysis and value-form concepts should be more closely integrated to the quantitative aspects of Marxians analysis of values and reproduction. We need reciprocal enrichment of the Marxist science with ‚qualitative‘ and ‚quantitative‘ studies, not their artificial juxtaposition.“

### Einfache, einzelne oder zufällige Wertform
Marx formuliert die einfache Wertform wie folgt:
„x Ware A = y Ware B“.
Da es sich hierbei nicht um eine mathematische Gleichung handeln kann (Größen mit verschiedenen Einheiten können nicht gleich sein), präzisiert Marx, in welchem Sinn diese „Gleichung“ gelesen werden muss:
„x Ware A ist y Ware B wert“.
Der Unterschied zwischen einem Wertausdruck und einer mathematischen Gleichung besteht des Weiteren darin, dass letztere symmetrisch ist, während ein Wertausdruck asymmetrisch ist, das heißt, er verändert seinen Sinn, wenn die Waren ihre Positionen wechseln. Dann wird der Wert des Rockes (y Ware B) und nicht der Wert der Leinwand (x Ware A) ausgedrückt:
„y Ware B ist z Ware A wert“
Die Umkehrung impliziert die Möglichkeit, dass die Wertverhältnisse von den Warenbesitzern unterschiedlich einschätzt werden. Das wird von Marx nicht erwähnt, da er im gesamten Kapital – bis auf wenige Stellen – einen wertgleichen Tausch unterstellt.
Eine einfache mathematische Darstellung des Tauschwert ist anhand des von Marx verwendeten Beispiels wie folgt eingeführt worden: Es sei {\displaystyle a} eine bestimmte Menge Leinwand, gemessen in Ellen, Fuß oder Metern, und {\displaystyle b} eine bestimmte Menge vom Schneider gefertigter Röcke, gemessen anhand der Stückzahl. Dann ist die Funktion {\displaystyle b(a)} (lies: der {\displaystyle b}-Wert von {\displaystyle a}) das wohl denkbar einfachste mathematische Modell für den Rockwert der Leinwand. Der Wertausdruck {\displaystyle b(a)} ist asymmetrisch, das heißt, der Wert des Rockes wird durch die Umkehrfunktion {\displaystyle a(b)}, sprich: durch den Leinwandwert des Rockes, ausgedrückt.
Die Funktion {\displaystyle b(a)} hat folgende Merkmale: Nur der Wert der Ware {\displaystyle a} (der Leinwand) wird ausgedrückt. Und wie? Durch ihre Beziehung auf die Ware {\displaystyle b} (auf die Röcke) als ihr Austauschbares. In dieser Beziehung und nach obiger Definition jener Funktion gilt {\displaystyle b} als das, was die Ware {\displaystyle a} wert ist. Der ansonsten unsichtbare Wert {\displaystyle W(a)} kommt auf dem Markt durch den Tauschwert {\displaystyle b(a)} zum Vorschein und erhält einen selbständigen Ausdruck. Der Wertcharakter der Ware {\displaystyle a} tritt durch die Beziehung zu einer anderen Ware {\displaystyle b} hervor.
Einigen sich die Warenbesitzer, so kann der Tausch vonstattengehen. Es gilt:
(18) {\displaystyle \quad a=a(b)\land b=b(a)},
mit {\displaystyle \land } als Zeichen für das logische Und. Marx betrachtet in der Wertformanalyse nur den Fall, dass die beiden Wertausdrücke den gleichen Wert ausdrücken, dass also ein Austausch von Wert-äquivalenten Waren stattfindet.
Peter Ruben interpretiert Marx’ Formulierungen nicht als Gleichung, sondern als Gleichsetzung aufgrund des gemeinsamen Merkmals „Wert“ und des gleich großen Werts der beiden verglichenen Waren. Die implizite Wertgleichheit zwischen austauschbaren Tauschwerten kann demnach mathematisch und logisch korrekt wie folgt ausgedrückt werden:
(19) {\displaystyle \quad {\text{x Ware A }}{\stackrel {\mathrm {Wert} }{=}}{\text{ y Ware B}}}.
Allerdings ist dieser Ausdruck symmetrisch (Vertauschen der Seiten ändert den Sinn nicht) und bringt deshalb die Asymmetrie des Wertausdrucks nicht zum Ausdruck. Der asymmetrische Ausdruck impliziert die Möglichkeit einer alternativen Wertschätzung, Rubens symmetrischer Ausdruck lässt das nicht zu.

### Wert und Tauschwert
Unter der Bedingung eines wertgleichen Tausches der Waren {\displaystyle a} und {\displaystyle b} gilt:
(20) {\displaystyle \quad W(a)=W(b)}
Einsetzen der Formel (5) für die unterschiedlichen Waren liefert:
(21) {\displaystyle \quad {\frac {W(a_{0})}{a_{0}}}a={\frac {W(b_{0})}{b_{0}}}b}
Und schließlich:
(22) {\displaystyle \quad b(a)={\frac {W(a_{0})b_{0}}{W(b_{0})a_{0}}}a}
Demnach ist der {\displaystyle b-}Wert der Ware {\displaystyle a} gleich dem Wertverhältnis der beiden Wareneinheiten {\displaystyle a_{0}} und {\displaystyle b_{0}} multipliziert mit der gesamten Menge der Ware {\displaystyle a}.

### Totale oder entfaltete Wertform
Tätigen die Produzenten der Ware {\displaystyle a} wiederholt Tauschakte mit den Produzenten der Waren {\displaystyle b,c,...,d}, so bildet sich die totale Wertform der Ware {\displaystyle a} heraus:
„20 Ellen Leinwand = 1 Rock oder = 10 Pfd. Tee oder = 40 Pfd. Kaffee oder = 1 Quarter Weizen oder = 2 Unzen Gold oder 1/2 Tonne Eisen oder = etc.“
Die Anzahl der darin enthaltenen Wertausdrücke der Ware {\displaystyle a} „ist nur beschränkt durch die Anzahl von ihr verschiedner Warenarten.“ Geht man davon aus, dass diese Anzahl endlich ist und die miteinander verbundenen einfachen Wertausdrücke zusammengenommen einen gültigen Ausdruck darstellen sollen, so lautet die korrekte mathematische Formulierung:
(23) {\displaystyle \quad b(a),c(a),...,d(a)}
„Der Wert einer Ware, der Leinwand z.B. ist jetzt ausgedrückt in zahllosen andren Elementen der Warenwelt. Jeder andre Warenkörper wird zum Spiegel des Leinwandwerts.“

### Allgemeine Wertform
„Wenn ein Mann seine Leinwand mit vielen andren Waren austauscht und daher ihren Wert in einer Reihe von andren Waren ausdrückt, so müssen notwendig auch die vielen andren Warenbesitzer ihre Waren mit Leinwand austauschen und daher die Werte ihrer verschiednen Waren in derselben dritten Ware ausdrücken, in Leinwand.“
(24) {\displaystyle \quad a(b),a(c),...,a(d)}.
Wird der Markt von dieser Wertform beherrscht, genügt es, ein einzelnes Glied aus dieser Kette zu behaupten, um den Wert darzustellen. Die Existenz dieser Wertform lässt sich in Homers Ilias nachweisen.

### Geldform
Geld ist für Marx in erster Linie Gold, hier mit dem Symbol {\displaystyle g} belegt. An die Stelle der Leinwand in der allgemeinen Wertform tritt Gold, das die Funktion der Wertrepräsentanz aufgrund seiner natürlichen Eigenschaften besser erfüllen kann.
Edelmetalle, die als allgemeines Äquivalent dienen, zeichnen sich durch eine „Kongruenz ihrer Natureigenschaften“ mit ihren Funktionen als Geld aus..." „Benannt werden qualitative Homogenität, beliebige Teilbarkeit und Zusammensetzbarkeit. Für eine entwickelte Tauschgesellschaft ist darüber hinaus die allgemeine Verfügbarkeit ... wichtig, die aber schon ein funktionelles Erfordernis der allgemeinen Wertform ist. Wir würden heute die zeitliche Beständigkeit des Materials, eine hohe Dichte des repräsentierten Wertes und die Stabilität dieser Repräsentationsbeziehung hinzufügen. Das ergibt die vierte Wertform:
(25) {\displaystyle \quad g(b),g(c),...,g(d)}.“
Aufgrund der Gleichung (22) ist der Goldwert einer Ware {\displaystyle a} (ihr Tauschwert in Gold ausgedrückt):
(26){\displaystyle \quad g(a)={\frac {W(a_{0})g_{0}}{W(g_{0})a_{0}}}a}

## Marx’ Preistheorie

### Wert, Preis und gesellschaftlicher Bedarf
Das effektive Austauschverhältnis der Waren auf einem Markt wird durch die Preise determiniert. Der Zusammenhang zwischen dem Preis einer Ware und ihrem Wert wird im Kapital in folgender Passage skizziert, die dem mathematischen Modell zugrunde liegt:
„Gesetzt ..., jedes auf dem Markt vorhandne Stück Leinwand enthalte nur gesellschaftlich notwendige Arbeitszeit. Trotzdem kann die Gesamtsumme dieser Stücke überflüssig verausgabte Arbeitszeit enthalten. Hier heißt’s: Mitgefangen, mitgehangen. Alle Leinwand auf dem Markt gilt nur als ein Handelsartikel, jedes Stück nur als aliquoter Teil.“
In diesem Kontext spielt das Verhältnis von Angebot einer Ware {\displaystyle a} und der Nachfrage nach dieser Ware {\displaystyle {\hat {a}}} die Rolle einer vermittelnden Variable. Eine Definition dieses Verhältnisses muss deutlich machen, dass es sich auf Waren der Sorte {\displaystyle a_{0}} bezieht:
(27) {\displaystyle \quad m(a_{0})={\frac {\hat {a}}{a}}}
Die gesamte Warenmasse {\displaystyle a} repräsentiert auf dem Markt infolge der teilweisen Entwertung durch die geringere Nachfrage nicht den wirklich vorhandenen, weil produzierten Wert {\displaystyle W(a)}, sondern den gesellschaftlich anerkannten Wert, der um den Betrag der Wertgröße des nutzlosen Warenquantums {\displaystyle a-{\hat {a}}} geringer ausfällt als {\displaystyle W(a)}, also
{\displaystyle \quad W(a)-W(a-{\hat {a}})}.
Nach Gl. (5) gilt:
{\displaystyle \quad W({\hat {a}})=W(a)-W(a-{\hat {a}})}
Es wird demnach auf dem Markt genau die Wertgröße derjenigen (u. U. fiktiven) Warenmenge {\displaystyle {\hat {a}}} anerkannt, die zur Befriedigung des gesellschaftlichen Bedarfs erforderlich ist.
Der oben abgeleitete Ausdruck für den Goldwert der Ware {\displaystyle a} wird nun genau dann zu einer Darstellung des Marktpreises, wenn an die Stelle der Größe {\displaystyle W(a)} der Ausdruck für den auf dem Markt gesellschaftlich anerkannten Wert {\displaystyle W({\hat {a}})} tritt. Der in Gold ausgedrückte Marktpreis der Warenmenge {\displaystyle a} wird durch die folgende Gleichung erfasst:
(28) {\displaystyle \quad g(a)={\frac {g_{0}}{W(g_{0})}}m(a_{0})W(a)}
Fragt man danach, was der Marxsche Preis darstellt, so lautet die kürzeste Antwort: den Marktwert.
In dem Fall, dass das Angebot der Nachfrage entspricht, handelt es sich um einen wertadäquaten Preis: Die Preisverhältnisse entsprechen den Wertverhältnissen. Dies hat nicht das Geringste mit dem Produktionspreis zu tun, der eine Nicht-Übereinstimmung von Preis- und Wertverhältnissen impliziert.

### Rückwirkung des Preises auf den Wert?
„Wert“ und „Preis“ sind bei Marx voneinander verschiedene Kategorien, wobei der Wert neben dem Verhältnis von Angebot und Nachfrage eine Determinante des Preises ist. Eine unmittelbare Rückwirkung des Preises auf den Wert gibt es nach Marx nicht. Insbesondere schließt er eine Integration des gesamtgesellschaftlichen Bedarfs in den Begriff der gesellschaftlich notwendigen Arbeit aus. Das wird auch von den bislang dargestellten Formeln so berücksichtigt. Ein neuer Gesichtspunkt ergab sich im Zuge der dokumentierten Diskussion mit dem Wirtschaftswissenschaftler Klaus Müller. Die folgende Textpassage ist Anlass für eine (zunächst nur verbal formulierte) Erweiterung des Modells gewesen:
„Es bedarf vollständig entwickelter Warenproduktion, bevor aus der Erfahrung selbst die wissenschaftliche Einsicht herauswächst, dass die unabhängig voneinander betriebenen, aber als naturwüchsige Glieder der gesellschaftlichen Teilung der Arbeit allseitig voneinander abhängigen Privatarbeiten fortwährend auf ihr gesellschaftlich proportionelles Maß reduziert werden, weil sich in den zufälligen und stets schwankenden Austauschverhältnissen ihrer Produkte die zu deren Produktion gesellschaftlich notwendige Arbeitszeit als regelndes Naturgesetz gewaltsam durchsetzt, wie etwa das Gesetz der Schwere, wenn einem das Haus über dem Kopf zusammenpurzelt… Die Bestimmung der Wertgröße durch die Arbeitszeit ist daher ein unter den erscheinenden Bewegungen der relativen Warenwerte verstecktes Geheimnis.“
Da der Preis aber die Austauschverhältnisse bestimmt, wirkt er auf die Verhältnisse in der Produktion ein und hat somit – mittelfristig gesehen – eine indirekte Wirkung auf die gesellschaftlich notwendige Arbeitszeit. Dies ist dann der Fall, wenn beispielsweise der Preis auf dem Markt mangels Nachfrage dauerhaft unter den Wert fällt; dann erfolgt eine Angleichung des Wertes an den (gesunkenen) Preis in der Sphäre der Produktion:
„Schauen wir, was in der Branche der Leinweberei geschieht! Sie besteht aus unabhängig voneinander produzierenden Leinwebern, deren Hardware unterschiedlich ist, die mit unterschiedlichem Geschick, Fleiß und unterschiedlicher Ausdauer ihrem Gewerbe nachgehen, die also auch eine unterschiedliche Produktivkraft (Ellen Leinwand pro Arbeitstag) entwickeln. Der gesunkene Preis ihrer Produkte verschlechtert ihre Lebens- und Arbeitsbedingungen. Besonders betroffen sind die Produzenten mit der geringsten Produktivkraft, die also verhältnismäßig viel Arbeit leisten müssen, um eine bestimmte Menge Leinwand zu erzeugen. War der Ertrag schon vorher am unteren Limit, so scheiden diese Leute aus der Riege der aktiven Leinweber aus. Ob sie verhungern, auswandern, kriminell werden oder sich einen anderen Job suchen, sei dahingestellt: Für sie lohnt es sich nicht mehr, Leinwand herzustellen. Volkswirtschaftlich gesehen besteht das Resultat darin, dass nur die produktiveren Produzenten die Krise „überleben“ können. Bezogen auf den Durchschnitt der Branche bedeutet das eine Steigerung der Produktivität und eine Senkung der gesellschaftlich notwendigen Arbeitszeit zur Herstellung einer durchschnittlichen Elle Leinwand. Dem entsprechend sinkt der Wert. Man darf nun annehmen, dass er so lange sinkt, bis Werte und Preise wieder übereinstimmen, zumindest annähernd.“

## Kapitaltheorie
Die Marxsche Theorie des Kapitals i. e. S. basiert auf der Werttheorie und ist ohne diese nicht existent. Im Folgenden wird dargestellt, wie die werttheoretisch relevanten (quantitativen) Elemente dieser Theorie herausgefiltert und passend in das mathematische Modell eingefügt werden.

### Das konstante Kapital
„Die verschiedenen Faktoren des Arbeitsprozesses nehmen verschiedenen Anteil an der Bildung des Produkten-Werts.
Der Arbeiter setzt dem Arbeitsgegenstand neuen Wert zu durch Zusatz eines bestimmten Quantums von Arbeit, abgesehn vom bestimmten Inhalt, Zweck und technischen Charakter seiner Arbeit. Andererseits finden wir die Werte der verzehrten Produktionsmittel wieder als Bestandteile des Produkten-Werts, z.B. die Werte von Baumwolle und Spindel im Garnwert. Der Wert der Produktionsmittel wird also erhalten durch seine Übertragung auf das Produkt. Das Übertragen geschieht während der Verwandlung der Produktionsmittel in Produkt, im Arbeitsprozess. Er ist vermittelt durch die Arbeit. Aber wie?“
Marx war es wichtig, den Mechanismus der Wertübertragung zu erklären. Grundlage der Erklärung ist der zwieschlächtige Charakter des Arbeitsprozesses: Als Verausgabung von Arbeitskraft – Marx nennt diesen Aspekt abstrakte Arbeit – bildet die Arbeit Wert, und zwar neuen Wert; als konkret-nützliche Tätigkeit überträgt die Arbeit den Wert der Produktionsmittel auf das Produkt. – Hierbei handelt es sich um ontologische Fragen, die die Struktur des Seins betreffen, mit denen sich Marx beschäftigt. Für die Darstellung der quantitativen Strukturen ist jedoch nur wichtig, dass der Wert der Produktionsmittel, die im Arbeitsprozess verwendet werden, und zwar, bis sie verbraucht bzw. verschlissen sind, im Wert des Produkts wieder erscheint.

### Erweiterung des Begriffs der Durchschnittsqualität
Bei Anwesenheit von fixem Kapital, das die Arbeit unterstützt, genügt es nicht, die werttheoretisch geforderte Durchschnittsqualität des Arbeitsprozesses allein anhand der Arbeitsproduktivität zu bemessen. Benötigt wird darüber hinaus ein Maß für den effektiven Einsatz der Produktionsmittel.
Um die Gebrauchswertmenge {\displaystyle a} im Arbeitsprozess {\displaystyle A} herzustellen, werden – u. U. neben Gebrauchswerten der Sorte {\displaystyle a_{0}} – andere Gebrauchswerte {\displaystyle b_{0},c_{0},...,k_{0}} als Produktionsmittel verwendet. Ihr Verbrauch und Verschleiß ist in den verschiedenen Arbeitsprozessen desselben Industriezweiges, das heißt in den Arbeitsprozessen {\displaystyle A_{1},A_{2},...,A_{q}} in der Regel unterschiedlich intensiv. In einem beliebigen Produktionsprozess {\displaystyle A_{i}\;(i=1,...,q)} seien die in einer Produktionsperiode anfallenden Gebrauchswertverluste der Produktionsmittel wie folgt bezeichnet:
(29) {\displaystyle \quad {\hat {a}}(A_{i}),{\hat {b}}(A_{i}),...,{\hat {k}}(A_{i});\quad (i=1,...,q)}
Sind diese Daten gegeben, so lässt sich der Gebrauchswertverlust der Produktionsmittel im Arbeitsprozess {\displaystyle A_{i}} je produzierter Gebrauchswertmenge berechnen – der spezifische Produktionsmittelverbrauch im konkret-einzelnen Arbeitsprozess {\displaystyle A_{i}}:
(30) {\displaystyle \quad \alpha (A_{i})={\frac {{\hat {a}}(A_{i})}{a(A_{i})}},...,\kappa (A_{i})={\frac {{\hat {k}}(A_{i})}{a(A_{i})}};\quad (i=1,...,q)}
Für die Definition eines Arbeitsprozesses {\displaystyle A} von gesellschaftlicher Durchschnittsqualität ist der Verbrauch bzw. Verschleiß von Produktionsmitteln als eine Durchschnittsgröße des gesamten Industriezweiges zu bestimmen:
{\displaystyle \quad \alpha (A)={\frac {\sum _{i=1}^{q}{\hat {a}}(A_{i})}{\sum _{i=1}^{q}a(A_{i})}},...,\kappa (A)={\frac {\sum _{i=1}^{q}{\hat {k}}(A_{i})}{\sum _{i=1}^{q}a(A_{i})}}}
Die Abweichungen von diesem Durchschnitt werden durch die folgenden Parameter erfasst, die Maße für die Effektivität des Produktionsmitteleinsatzes in den dargestellten Arbeitsprozessen darstellen:
(31) {\displaystyle \quad \sigma (a_{0},A_{i})={\frac {\alpha (A)}{\alpha (A_{i})}},...,\sigma (k_{0},A_{i})={\frac {\kappa (A)}{\kappa (A_{i})}};\quad (i=1,...,q)}.

### Wertverlust der Produktionsmittel
Wie im Abschnitt „Gebrauchswert“ gezeigt, wendet Marx die lineare Abschreibung auf die Gebrauchswerte an, die in einem Arbeitsprozess als Produktionsmittel dienen. Die Lebensdauer eines beliebigen Produktionsmittels {\displaystyle b_{0}} im Arbeitsprozess {\displaystyle A_{i}} sei bekannt und werde mit {\displaystyle T(b_{0},A_{i})} bezeichnet. Des Weiteren ist davon auszugehen, dass die Produktionsmittel ersetzt werden, sobald sie verschlissen oder verbraucht worden sind. Unter dieser Voraussetzung werden während der Arbeitszeit {\displaystyle t(A_{i})} folgende Mengen beispielsweise des Produktionsmittels {\displaystyle b_{0}} verbraucht:
(32) {\displaystyle \quad {\hat {b}}(A_{i})={\frac {b_{0}t(A_{i})}{T(b_{0},A_{i})}}}.
Für die Bestimmung des Wertverlustes ist aber nur der Gebrauchswertverlust relevant, der dem Durchschnitt entspricht. Der tatsächliche Verlust muss also noch mit dem passenden Effektivitätsparameter gewichtet werden. Für den Wertverlust erhält man:
(33) {\displaystyle \quad W({\hat {b}},A_{i})={\frac {W(b_{0})\sigma (b_{0},A_{i})t(A_{i})}{T(b_{0},A_{i})}}}
Entsprechende Formeln gelten für die anderen Produktionsmittel. Der während der Produktionsperiode insgesamt erlittene Wertverlust des Kapitalstocks entspricht dem auf das Produkt übertragenen Wert:
(34) {\displaystyle \quad W_{\text{ü}}(A_{i})={\frac {W(b_{0})\sigma (b_{0},A_{i})t(A_{i})}{T(b_{0},A_{i})}}+{\text{...}}+{\frac {W(k_{0})\sigma (k_{0},A_{i})t(A_{i})}{T(k_{0},A_{i})}}},
den Marx das konstante Kapital {\displaystyle c} nennt: „Der Teil des Kapitals also, der sich in Produktionsmittel, d.h. in Rohmaterial, Hilfsstoffe und Arbeitsmittel umsetzt, verändert seine Wertgröße nicht im Produktionsprozeß. Ich nenne ihn daher konstanten Kapitalteil, oder kürzer: konstantes Kapital.“

### Wert einer Ware bei Anwesenheit von Kapital
Der Wert ist eine additive Größe. Den Wert einer Ware {\displaystyle a(A_{i})}, die im Arbeitsprozess {\displaystyle A_{i}} des entsprechenden Industriezweiges hergestellt wird, bezeichnet Marx als Produktenwert. Dieser setzt sich aus den übertragenen Werten der mitwirkenden Produktionsmittel und dem neu geschaffenen Wert (das Wertprodukt) zusammen:
(35) {\displaystyle \quad W(a)=\lbrack u(A)i(A_{i})+{\frac {W(b_{0})\sigma (b_{0},A_{i})}{T(b_{0},A_{i})}}+{\text{...}}+{\frac {W(k_{0})\sigma (k_{0},A_{i})}{T(k_{0},A_{i})}}\rbrack t(A_{i})}
Somit werden die Werte der neu produzierten Waren durch die Werte der im Produktionsprozess verwendeten Waren bestimmt. Das damit gegebene Problem eines „circulus vitiosus“ lässt sich prinzipiell mit Hilfe der Matrizenrechnung lösen.

### Variables Kapital und Mehrwert
Die lebendige Arbeit ist die „Äußerung“ jener Kraft, deren lebendiger Träger der Arbeiter ist. „Der Wert der Arbeitskraft ist bestimmt durch den Wert der gewohnheitsmäßig notwendigen Lebensmittel des Durchschnittsarbeiters.“
Es sei
(36) {\displaystyle \quad a',b',...,c'}
die Gesamtheit der Lebensmittel, die eine Arbeitskraft im Durchschnitt zu ihrer Reproduktion während einer bestimmten Zeitperiode benötigt. Dann ist der Wert der Arbeitskraft:
(37) {\displaystyle \quad W'=W(a')+W(b')+...+W(c')}
Die Reproduktion einer Arbeitskraft erfordert, dass das von ihr während derselben Zeit geschaffene Wertprodukt mindestens so groß ist wie der Wert der einzutauschenden Lebensmittel:
(38) {\displaystyle W'\leq W_{neu}}
Diese Gleichung „stellt eine Bedingung für alle überlebensfähigen Gesellschaften dar, insofern auf sie Wertkategorien angewandt werden können. Marx würde die darin ausgedrückte Tatsache, dass der Arbeiter mehr Wert produziert als er selber Wert ist, im Allgemeinen wohl nicht als „Ausbeutung“ bezeichnen, denn sonst gäbe es in jeder menschlichen Gemeinschaft Ausbeutung. Zu einem Akt der Ausbeutung wird jener Fakt der Mehrarbeit nach Marx erst dann, wenn eine wohldefinierte gesellschaftliche Gruppe sich den überschüssigen Wert systematisch aneignet.“
Mit dem Wert der Arbeitskraft sind folgende Kategorien verbunden:
Marx nimmt an, dass der Kompliziertheitsgrad der Arbeit {\displaystyle u(A)} proportional zum Durchschnitt der Werte der im Arbeitsprozess {\displaystyle A} wirkenden Arbeitskräfte ist:
„Die Arbeit, die als höhere, kompliziertere Arbeit gegenüber der gesellschaftlichen Durchschnittsarbeit gilt, ist die Äußerung einer Arbeitskraft, worin höhere Bildungskosten eingehen, deren Produktion mehr Arbeitszeit kostet und die daher einen höheren Wert hat als die einfache Arbeitskraft. Ist der Wert dieser Kraft höher, so äußert sie sich daher auch in höherer Arbeit und vergegenständlicht sich daher, in den selben Zeiträumen, in verhältnismäßig höheren Werten.“
Im Rahmen des vorliegenden Modells ist jene Textstelle durch folgenden linearen Ansatz umgesetzt worden:
(39) {\displaystyle \quad u(A)=\gamma W'}
Den Wert aller in einem bestimmten Arbeitsprozess zusammenwirkenden Arbeitskräfte unterschiedlicher Qualität (Berufe) bezeichnet Marx als variables Kapital {\displaystyle v}, d. i.
(40) {\displaystyle \quad v=\sum _{i}W_{i}'}
Die Summe ist über alle Arbeitskräfte zu erstrecken, die unmittelbar am Arbeitsprozess mitwirken. Die indirekt, d. h. durch Vorleistungen, Vorprodukte und Investitionsgüter Mitwirkenden, werden durch den Wert der Produktionsmittel bzw. den übertragenen Wert (siehe oben) berücksichtigt.
Die Differenz zwischen dem in einem Arbeitsprozess produzierten Neuwert (das Wertprodukt) und dem variablen Kapital (dem Wert der Arbeitskräfte) bezeichnet Marx als Mehrwert {\displaystyle m}:
(41) {\displaystyle \quad m=W_{neu}-v}
Daraus ergibt sich die Mehrwertrate:
(42) {\displaystyle \quad m'={\frac {m}{v}}}
Ein Maß für die organische Zusammensetzung des Kapitals wird durch das Verhältnis zwischen konstantem und variablem Kapital angegeben:
(43) {\displaystyle \quad o={\frac {c}{v}}}
Dabei handelt es sich um eine Größe, die eine gewisse Ähnlichkeit mit der heute verwendeten Größe der Kapitalintensität hat.

## Ontologische Aspekte
Mit dem mathematischen Modell sind philosophische Thesen verbunden, die zur Problematik der (modernen) Ontologie gehören und in der Zeitschrift „Ethik und Sozialwissenschaften“ diskutiert wurden. Hier eine Auswahl der Thesen und ihr Zusammenhang mit dem mathematischen Modell:
(1) Die sinnlich-gegenständlichen, d. h. durch die menschlichen Sinne wahrnehmbaren und durch Hand, Fuß und andere Körperorgane perpetuierbaren Erscheinungsformen der objektiven Realität werden gewöhnlich als Körper bezeichnet. Es handelt „sich darum, dass dem Menschen die äußere Welt der Gegenständlichkeiten unmittelbar und in der Unmittelbarkeit unaufhebbar in Dingformen gegeben ist...“
Die Begriffe „Gebrauchswert“ und „Gut“ bezeichnen in diesem Sinn „Körper“.
(2) Ein Prozess ist die erfahrbare Veränderung der Dinge, die sie aufgrund ihrer Wechselwirkung durchmachen. Kein Körper existiert absolut isoliert von anderen Körpern: „Existieren“ heißt geradezu „bewirken“ oder eine „Wirkung erfahren“. Die Veränderung gehört demnach zum Wesen der Dinge. Die Wechselwirkung zwischen den Körpern ist zeitlich ungetrennt aktives und passives Verhalten der wechselwirkenden Körper zueinander. Die Wechselwirkung verleiht jedem einzelnen der beteiligten Körper Eigenschaften, die er in einem anderen Zusammenhang nicht oder zumindest nicht in derselben Weise aufweisen würde.
(3) Unter einem Verhältnis wird eine sinnlich nicht wahrnehmbare, und darum nur verstandesmäßig erfassbare Wesenheit verstanden, die Voraussetzung, Bedingung und Resultat der Wechselwirkung von Körpern ist, ein reales Sein, das das Verhalten der Körper bestimmt, ohne es jedoch völlig zu determinieren (da stets noch andere Verhältnisse im Spiel sind, die dann einen dialektischen Widerspruch erzeugen, wenn sie in einander entgegengesetzte Richtungen weisen).
(4) „Darin, dass es ein Verhältnis ist, liegt schon, dass es zwei Seiten hat, die sich zueinander verhalten.“ „Verhältnisse sind aber stets an Dinge gebunden und erscheinen als Dinge.“
Der Wert als quantitative Eigenschaft einer Ware ist in diesem Sinne die eine Seite eines Verhältnisses. Die andere Seite ist die gesellschaftlich notwendige Arbeitszeit zur Herstellung jener Ware, die sich als Durchschnitt der Arbeitszeiten ergibt, die in den verschiedenen Arbeitsprozessen aufgewandt worden ist, um eine Ware derselben Art herzustellen. Die übliche Redeweise, dass der Wert ein gesellschaftliches Verhältnis, genauer: ein Produktionsverhältnis, ist, erweist sich auf Basis der mathematischen Modellierung als recht ungenau. Nur die gesellschaftlich-notwendige Arbeitszeit ist ein Produktionsverhältnis, und zwar erstreckt es sich über alle Wirtschaftseinheiten einer Branche. Der Wert ist ein Reflex, eine Projektion dieses Produktionsverhältnisses auf die Waren. Und da der Wert nicht nur von der gesellschaftlich notwendigen Arbeitszeit abhängt, sondern auch von der Wertproduktivität (dem Kompliziertheitsgrad) einer Branche, reflektiert er den gesamten Bereich der materiellen Produktion. Das gilt umso mehr für den Preis, der den Marktwert ausdrückt, da sich dieser nicht nur auf die Produktion (das Angebot), sondern auch auf die Konsumtion (die Nachfrage) bezieht.
Daraus folgt, dass der Wert nicht erst auf dem Markt zustande kommt, wenngleich es richtig ist, dass er eine Projektionsfläche braucht, um zu existieren, und das ist die Ware. Der Wert ist auch nicht mit der gesellschaftlich notwendigen Arbeitszeit identisch. Marx macht den Status dieser ökonomischen Kategorie am Beispiel deutlich: „In der Produktion der Leinwand ist ein bestimmtes Quantum menschlicher Arbeitskraft verausgabt worden. Ihr Werth ist der bloß gegenständliche Reflex der so verausgabten Arbeit, aber er reflektirt sich nicht in ihrem [der Waren] Körper. Er offenbart sich, erhält sinnlichen Ausdruck durch ihr Werthverhältniß zum Rock.“

## Stellungnahmen, Kritiken, Rezensionen (Auswahl)
- Hans-Peter Büttner: Kritik der Politischen Ökonomie im 21. Jahrhundert, S. 458.[130]
- Ulrich Busch (Berlin): Georg Quaas. Die ökonomische Theorie von Karl Marx (Rezension), in: Berliner Debatte Initial 28. Jg. (2017), Heft 1, S. 170–173.
- Ingo Elbe: Marx im Westen. Die neue Marx-Lektüre in der Bundesrepublik seit 1965. Berlin 2008, S. 75, 76 und 78.
- Hans-Gert Gräbe (Leipzig): Arbeitswerttheorie und technologischer Wandel, in: Berliner Debatte Initial 30 (2019) 1, S. 94–104.
- Henriette Hübner: Dialektik als philosophische Theorie der Selbstorganisation. Berlin 2014, S. 593 ff.
- Rolf Hecker (Berlin): Springpunkte. Beiträge zur Marx-Forschung und „Kapital“-Diskussion. Berlin 2018, S. 129.
- Pertti Honkanen (Helsinki): The Transformation Problem and Value-Form: Methodological Comments, in: Marc Silver: Confronting Capitalism in the 21st Century. Lessons from Marx’s Capital. Hemstead, NY (USA) 2020, S. 120, Fn.23.
- Klaus Müller (Chemnitz): Marx als Modell (Rezension), in: Junge Welt vom 7. August 2917, S. 10.
- Klaus Müller und Georg Quaas: Kontroversen über den Arbeitswert. Potsdam 2020.
- Klaus Müller: Von Menschen und Gleichungen (Rezension), in: Neues Deutschland vom 11./12. Mai 2019, Mikroskop, S. 20.
- Klaus Müller: Die ökonomische Theorie von Karl Marx – eine Darstellung nicht ohne Widersprüche (Rezension), in: Z – Zeitschrift für marxistische Erneuerung Nr. 112, Dezember 2017, S. 181–185.
- Hans G. Nutzinger (Heidelberg): Die ökonomische Theorie von Karl Marx. Buchbesprechungen, in: Wirtschaft und Gesellschaft, 46. Jg., Heft 1, Wien 2020.
- William Outhwaite (Brighton, Sussex): Die Ontologie des transzendentalen Realismus, in: Ethik und Sozialwissenschaften, Heft 2, 1991, S. 255, 2.4.
- Bertram Schefold (Frankfurt a. M.): Georg Quaas: Die Ökonomische Theorie von Karl Marx. Metropolis Verlag, Marburg 2016. ISBN 978-3-7316-1216-2, 341 Seiten, 29,80 EUR, in: Journal of Economics and Statistics 2018; 238(6): pp. 617–620.
- R. Todesco: Sollte man das Kapital von K. Marx als logische Wissenschaft begreifen?[131]
- Mihály Vajda: Die Mohrenwäsche von Herrn Quaas oder die Ausarbeitung einer nichtexistierenden Ontologie, in: Ethik und Sozialwissenschaften, Heft 2, 1991, S. 266, 4.1.
- Jindrich Zelený (Praha): Zur Auffassung der Seinsformen im dialektischen Entwicklungsdenken, in: Ethik und Sozialwissenschaften, Heft 2, 1991, S. 270, 2.4.

## Vergleich mit alternativen Modellen
Vergleiche setzen einen Gesichtspunkt voraus, unter denen sie vorgenommen werden. Abgesehen von rein verbalen Darstellungen und Interpretationen der Marxschen Theorie, unterscheiden sich die an der Mathematik bzw. der modernen Ökonomik orientierten Studien durch Art, Komplexität und Umfang der mathematische Hilfsmittel.

### Komplexität
Ein Vergleich kann anhand der dargestellten Komplexität der ökonomischen Kategorien und der verwendeten Formeln vorgenommen werden. Werden weniger ökonomische Kategorien dargestellt als das Kapital enthält, handelt es sich um eine Vereinfachung. Eine Darstellung, die auf dem gleichen formalen Niveau wie Marx verweilt und anhand von Beispielrechnungen erläutert liegt bei Ott und Winkel vor. Des Weiteren gibt es Modelle, die eine Interpretation der Arbeitswerttheorie vom Standpunkt eines eigenständigen mathematischen Ansatzes liefern und dabei begriffliche und theoretische Differenzen zum Original in Kauf nehmen. Eine Koinzidenz mit Marx’ Darstellung ist in diesem Fall nur eingeschränkt möglich. Im Vergleich zu diesen Modellierungen besteht die Besonderheit des hier dargestellten Modells darin, dass sämtliche ökonomischen Kategorien (nicht aber die philosophischen, soziologischen, historischen etc. Kategorien) modelliert werden.

### Spezifik des mathematischen Ansatzes
Ein Vergleich kann anhand der Spezifik des verwendeten mathematischen Apparats vorgenommen werden. In den meisten Studien von Nicht-Mathematikern werden die von Marx gelieferten Formeln – wenn diese überhaupt estimiert werden – einfach übernommen. Das definiert das triviale Niveau. Ein wenig darüber steht die Stufe, auf der Marx’ Formeln mit Hilfe von Beispielrechnungen überprüft, erläutert und diskutiert werden, die Darstellung von Ott und Winkel wäre ein Beispiel dafür. In der Arbeit von Hans Klemm geht diese mathematische Analyse noch etwas weiter, indem Formeln zu verschiedenen Modellen zusammengefasst und Abläufe programmiert und simuliert werden. Das hier dargestellte Modell bewegt sich auf der Ebene einer Verallgemeinerung der Marxschen Aussagen mit Hilfe von linearen Funktionen. Das schließt jedoch nicht aus, dass bei Anwendungsproblemen, zum Beispiel in der Preistheorie, weitergehende mathematische Ansätze erforderlich werden, z. B. Differentialgleichungen. Das Modell von Morishima verwendet den Ansatz einer linearen Optimierung, um einen effektiven Einsatz der Arbeitskräfte zu garantieren und die Theorie von negativen Werten freizuhalten. Schließlich existieren eine ganze Reihe von komplexen Modellen, die sich an die Input-Output-Analyse anlehnen und sich auf die Sätze von Frobenius und Perron stützen.